# Ібраїма Коне (футболіст, 1999)
Ібраїма Коне (фр. Ibrahima Koné, нар. 16 червня 1999) — малійський футболіст, нападник клубу «Лор'ян» та національної збірної Малі.

## Клубна кар'єра
У дорослому футболі дебютував 2016 року виступами за команду «Олімпік» (Бамако), в якій провів два роки.
У лютому 2018 року підписав контракт із норвезьким «Гаугесуном» терміном до 2021 року. Станом на 26 травня 2019 року відіграв за команду з Гаугесунна 26 матчів в національному чемпіонаті.

## Виступи за збірну
2019 року з командою до 20 років поїхав на молодіжний чемпіонат світу.
22 липня 2017 року дебютував в офіційних матчах у складі національної збірної Малі в матчі відбору на чемпіонат африканських націй 2018 року проти Гамбії, в якому зробив хет-трик.
| Дата       | Місто   | Господарі       | Результат               | Гості                | Турнір                                       | Голи | Примітки |
| ---------- | ------- | --------------- | ----------------------- | -------------------- | -------------------------------------------- | ---- | -------- |
| 22-7-2017  | Бамако  | Малі            | 4 – 0                   | Гамбія               | Відбір до Чемпіонату африканських націй 2018 | 3    | 67' 89'  |
| 1-9-2021   | Агадір  | Малі            | 1 – 0                   | Руанда               | Відбір до ЧС 2022                            | -    | 65'      |
| 6-9-2021   | Кампала | Уганда          | 0 – 0                   | Малі                 | Відбір до ЧС 2022                            | -    | 86'      |
| 7-10-2021  | Агадір  | Малі            | 5 – 0                   | Кенія                | Відбір до ЧС 2022                            | 3    | 62'      |
| 10-10-2021 | Найробі | Кенія           | 0 – 1                   | Малі                 | Відбір до ЧС 2022                            | 1    | 68' 69'  |
| 11-11-2021 | Кігалі  | Руанда          | 0 – 3                   | Малі                 | Відбір до ЧС 2022                            | 1    | 62'      |
| 12-1-2022  | Лімбе   | Туніс           | 0 – 1                   | Малі                 | Кубок африканських націй 2021 - 1-й етап     | 1    | 73'      |
| 16-1-2022  | Лімбе   | Гамбія          | 1 – 1                   | Малі                 | Кубок африканських націй 2021 - 1-й етап     | 1    |          |
| 20-1-2022  | Дуала   | Малі            | 2 – 0                   | Мавританія           | Кубок африканських націй 2021 - 1-й етап     | 1    | 75'      |
| 26-1-2022  | Лімбе   | Малі            | 0 – 0 д.ч. (5 - 6 п.п.) | Екваторіальна Гвінея | Кубок африканських націй 2021 - 1/8 фіналу   | -    | 84'      |
| 25-3-2022  | Бамако  | Малі            | 0 – 1                   | Туніс                | Відбір до ЧС 2022                            | -    | 45'      |
| 29-3-2022  | Радес   | Туніс           | 0 – 0                   | Малі                 | Відбір до ЧС 2022                            | -    | 73'      |
| 4-6-2022   | Радес   | Малі            | 4 – 0                   | Республіка Конго     | Відбір до Кубка африканських націй 2023      | -    | 35'      |
| 9-6-2022   | Радес   | Південний Судан | 1 – 3                   | Малі                 | Відбір до Кубка африканських націй 2023      | -    | 60'      |
| Усього     |         | Матчів          | 14                      |                      | Голів                                        | 11   |          |